# Vjatšeslav Zahovaiko
Vjatšeslav Zahovaiko (* 29. Dezember 1981 in Rapla, Estnische SSR, Sowjetunion) ist ein estnischer Fußballspieler.

## Karriere

### Vereine
Er begann seine Karriere beim FC Flora Tallinn. Mangels Einsatzzeiten wechselte er 2000 zum FC Valga und wurde dort Stammkraft. Wiederum wechselte er nach einer Saison zum Tulevik Viljandi, wo er seine Torgefährlichkeit unter Beweis stellte. Nach zwei Saisons wurde er von seinem Jugendverein FC Flora Tallinn verpflichtet, wo er eine beachtliche Bilanz aufzuweisen hat. 2007 wurde er zwischenzeitlich nach Kuwait zum Verein Al Kuwait Kaifan ausgeliehen. Im Sommer 2010 wechselte Zahovaiko zu União Leiria in die portugiesische Primeira Liga. Dort fand Zahovaiko aber nicht zur alten Stärke zurück und verließ den Verein im Sommer 2011 torlos in Richtung Ungarn. Er wechselte zum Debreceni Vasutas SC, dort kam er teilweise auch bei der zweiten Mannschaft zum Einsatz, wo er in vier Spielen zwei Tore schoss, bei der ersten Mannschaft lief es jedoch nicht so gut und Zahovaiko bestritt nur zwei Spiele, in denen er kein Tor erzielte.
Im April 2012 wechselte Zahovaiko zum finnischen Erstligisten Kuopion PS, dort bestritt er sechs Spiele, in denen er ein Tor erzielte. Im Juli 2012 gab der Kuopion PS bekannt, dass der Vertrag von Zahovaiko mit sofortiger Wirkung aufgelöst werde.

### Nationalmannschaft
Zahovaiko feierte sein Tordebüt in der estnischen Fußballnationalmannschaft im März 2003 bei einem Freundschaftsspiel gegen Ecuador, wo er ein Tor erzielte. Sein letztes Tor erzielte Zahovaiko bei einem Freundschaftsspiel gegen Uruguay am 25. März 2011.
Insgesamt bestritt Zahovaiko 39 Spiele für die Estnische Fußballnationalmannschaft, in diesen 39 Spielen erzielte er acht Tore.